# Go Away White
Go Away White — пятый студийный альбом английской готик-рок-группы Bauhaus, вышедший на собственном лейбле коллектива 3 марта 2008 года. Запись альбома заняла всего 18 дней.
Go Away White стал первым диском, выпущенным группой за десять лет, первым студийным альбомом с 1983 года и последней работой Bauhaus. Как заявил гитарист команды Дэниел Эш, Go Away White можно рассматривать как «свет в конце туннеля» и «лебединую песню Bauhaus». Питер Мёрфи также подтвердил, что после выхода альбома никакой дальнейшей совместной деятельности участники Bauhaus не планируют.

## Стиль и отзывы критиков
По словам Дэниела Эша, композиции с альбома выдержаны в более быстром темпе, чем большинство более ранних работ Bauhaus. Необычность диска для творчества коллектива отметил также Нед Рэггетт, критик сайта Allmusic.com. Рэггетт особо подчеркнул изменившийся стиль пения вокалиста Питера Мёрфи, благодаря которому «богатство его голоса проявляется в полной мере», и «нервные, вулканические» гитарные партии. Курт Ингельс, рецензент из влиятельного бельгийского онлайн-журнала Dark Entries, назвал альбом «зрелым» и «сильным» и подчеркнул несхожесть его композиций с «классическими» работами группы, однако в то же время посетовал на отсутствие на диске хитов уровня таких ранних песен Bauhaus, как «Bela Lugosi’s Dead» и «Dark Entries». Рецензент сайта Musicfolio.com Адам Гнейд предположил, что на гитарную игру Дэниела Эша отчасти повлиял стиль Джимми Хендрикса, а альбом в целом, по его мнению, является «настолько же попсовым, насколько и экспериментальным». Журналист издания Spin Барри Уолтерс отозвался о диске в сдержанных выражениях (по его мнению, композиции, собранные на нём, больше похожи на попытку совместить сольное творчество Питера Мёрфи с музыкой Love and Rockets), однако всё же поставил ему семь звёзд из десяти возможных.
Негативную оценку альбому дал Кристиан Бордэл из NPR Music. Он охарактеризовал большинство композиций как «медленное, плаксивое, мелодраматическое баловство» и высказал мнение о том, что если бы на запись диска ушло больше времени, итог получился бы гораздо более впечатляющим.

## Список композиций
Слова и музыка всех песен — принадлежит группе Bauhaus. Трек «The Dog’s a Vapour» спродюсирован Бобом Эзрином.
| №   | Название                           | Длительность |
| --- | ---------------------------------- | ------------ |
| 1.  | «Too Much 21st Century»            | 3:54         |
| 2.  | «Adrenalin»                        | 5:40         |
| 3.  | «Undone»                           | 4:46         |
| 4.  | «International Bulletproof Talent» | 4:02         |
| 5.  | «Endless Summer of The Damned»     | 4:44         |
| 6.  | «Saved»                            | 6:28         |
| 7.  | «Mirror Remains»                   | 4:58         |
| 8.  | «Black Stone Heart»                | 4:32         |
| 9.  | «The Dog’s a Vapour»               | 6:50         |
| 10. | «Zikir»                            | 3:04         |

## Участники записи
- Питер Мёрфи — вокал
- Дэниел Эш — электрогитара
- Дэвид Джей — бас-гитара
- Кевин Хаскинс — ударные